# Jiro Kamata
Jiro Kamata (født 28. juli 1985) er en japansk fodboldspiller.
Han har spillet for flere forskellige klubber i sin karriere, herunder Kashiwa Reysol og Vegalta Sendai.